# Zbrodnia w Palikrowach

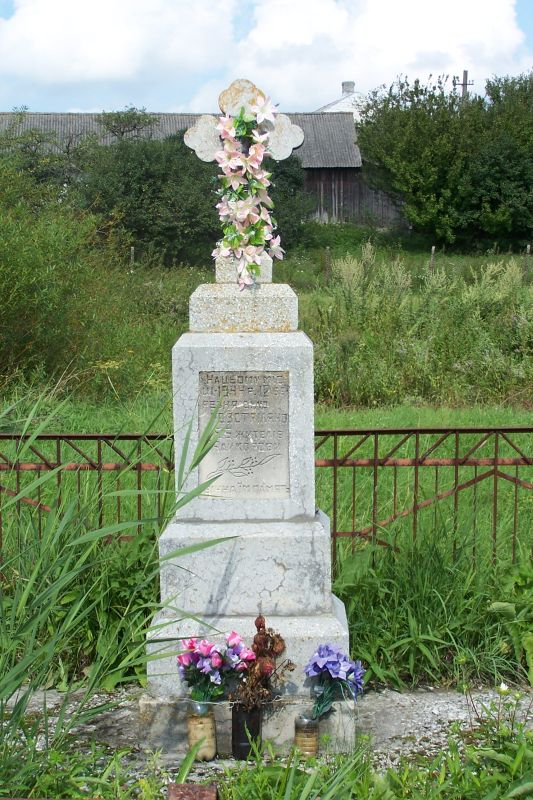
Pomnik pomordowanych Polaków w Palikrowach. Na krzyżu jest napis w języku ukraińskim: (pol.) W tym miejscu 12 marca 1944 roku zostało rozstrzelanych 365 mieszkańców Palikrów. Wieczna im pamięć

Zbrodnia w Palikrowach – zbrodnia dokonana 12 marca 1944 roku w Palikrowach przez 4 Pułk Policji SS utworzony z ukraińskich ochotników do 14 Dywizji Grenadierów SS (Galizien) oraz miejscowe bojówki UPA i SKW. Co najmniej 365 Polaków zostało rozstrzelanych.
W 1944 roku Palikrowy liczyły 1880 mieszkańców (360 zagród). 70% ludności stanowili Polacy, we wsi znajdowało się także kilkanaście rodzin uciekinierów z rzezi wołyńskiej.

## Przebieg zbrodni
12 marca w okolice Podkamienia przybył pododdział 4 pułku policyjnego SS wraz z bojówkami UPA i SKW. Część sił wzięła udział w szturmie na klasztor w Podkamieniu i wymordowaniu ukrywających się tam osób (w tym części mieszkańców Palikrów). Pozostała grupa napastników otoczyła Palikrowy. Po ostrzelaniu, wieś została zajęta przez Ukraińców. Polska samoobrona nie podjęła walki widząc, że ma do czynienia z regularnym oddziałem w niemieckim umundurowaniu.
Mieszkańców Palikrów w liczbie około 1,2 tysiąca spędzono na łąkę i przystąpiono do rozdzielania Polaków i Ukraińców. W przypadku braku dokumentów identyfikacji narodowości dokonywało kilka miejscowych Ukrainek. Po oddzieleniu Ukraińców Polacy zostali rozstrzelani z kilku ciężkich karabinów maszynowych. Ofiar byłoby więcej, gdyby w pewnym momencie niemiecki oficer nie przerwał egzekucji. Dobijaniem rannych zajmowała się grupa około 10 banderowców. Ocalało zaledwie kilka rannych osób, które zostały wzięte za martwe.
Po egzekucji banderowcy kazali kilku ukraińskim cywilom obdzierać trupy z ubrań i butów, które załadowano na wozy. Obrabowano również opuszczone polskie zabudowania. Następnie polskie domy zostały spalone.
Odnalezieni w kryjówkach Polacy zostali zamordowani. Ustalono 265 nazwisk ofiar z łącznej liczby 365 zabitych.
Masakrę przeżyli Katarzyna i Dymitr Wasylinkowie, którzy ukrywali Żyda Daniela Schapiro (w 1995 roku uznani przez Instytut Jad Waszem za Sprawiedliwych wśród Narodów Świata). Wśród zamordowanych była Maria Marciniak, która wraz z mężem ukrywała czworo Żydów.
Na miejscu zbiorowej mogiły postawiono pomnik z liczbą ofiar.

## Śledztwa
Krótko po wojnie byli mieszkańcy Podkamienia, Huty Pieniackiej i Palikrów, których przesiedlono do Wołowa i Łososiowic, rozpoznali w mężczyźnie ukrywającym się pod przybranym nazwiskiem na Ziemiach Odzyskanych Włodzimierza Czerniawskiego, dowódcę oddziału UPA z Czernicy. W 1949 roku został on oskarżony przez Prokuraturę Okręgową w Gliwicach o udział w szeregu zabójstw osób narodowości polskiej, jako organizator i dowódca zbrojnego oddziału banderowców liczącego kilkaset osób. Według aktu oskarżenia miał on 12 marca 1944 w Palikrowach kierować masakrą występując w mundurze niemieckim i dowodząc „150-osobową bandą”. 13 stycznia 1950 roku Sąd Apelacyjny w Katowicach na sesji wyjazdowej w Koźlu skazał Czerniawskiego na karę śmierci.
W 2009 roku Oddziałowa Komisja Ścigania Zbrodni przeciwko Narodowi Polskiemu we Wrocławiu prowadziła śledztwo w sprawie zbrodni popełnionych przez nacjonalistów ukraińskich na terenie pow. Brody (sygn. akt. S 8/01/Zi), które obejmowało wydarzenia z 12 marca 1944 w Palikrowach. W 2015 roku Oddziałowa Komisja we Wrocławiu umorzyła z powodu niewykrycia sprawców śledztwo w sprawie zbrodni ludobójstwa nacjonalistów ukraińskich w celu całkowitego wyniszczenia ludności polskiej w latach 1939–1945 na terenie powiatów Zborów i Brody, woj. tarnopolskie (sygn. akt S 83/09/Zi), które również obejmowało zbrodnię w Palikrowach.